# فرانك برانش
فرانك برانش هو سياسي كندي، ولد في 7 مايو 1944 في باثرست ‏ في كندا، وتوفي بنفس المكان في 22 أكتوبر 2018. نشط حزبياً في الجمعية الليبرالية لنيو برونزويك ‏. وقد انتخب عضو الجمعية التشريعية لنيو برونزويك ‏ وانتخب Speaker of the Legislative Assembly of New Brunswick ‏ (1987 – 1991).